# 阿尔克苏西孔
阿尔克苏西孔（法語：Arc-sous-Cicon，法語發音：[aʁk su sikɔ̃]）是法国杜省的一个市镇，位于该省南部，属于蓬塔利耶区。

## 地理
阿尔克苏西孔（47°3'9"N, 6°22'52"E）面积28.49 平方千米，位于法国勃艮第-弗朗什-孔泰大區杜省，该省份为法国东部内陆省份，北起上索恩省，西接汝拉省，东部及东南部与瑞士接壤，东北部与贝尔福地区省接壤。
与阿尔克苏西孔接壤的市镇（或旧市镇、城区）包括：莱普勒米耶萨潘、帕松方丹、日耶。

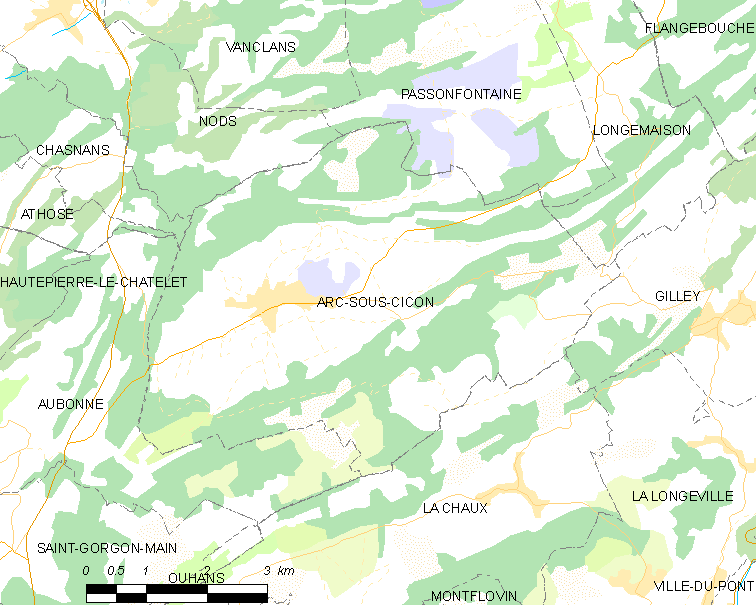
阿尔克苏西孔的OSM定位图

阿尔克苏西孔的时区为UTC+01:00、UTC+02:00（夏令时）。

## 行政
阿尔克苏西孔的邮政编码为25520，INSEE市镇编码为25025。

## 政治
阿尔克苏西孔所属的省级选区为奥尔南县。

## 人口

1962-2008年间阿尔克苏西孔人口变化图示

阿尔克苏西孔于2022年1月1日时的人口数量为751人。

## 交通
杜省省道D41线和D388线在境内交汇。